# Kangxi
Kangxi (康熙帝T, KāngxīdìP; Pechino, 4 maggio 1654 – Pechino, 20 dicembre 1722), nato col nome di Xuan Ye (玄烨T, XuányèP), fu il terzo imperatore della Cina della dinastia Qing; fu il secondo imperatore Qing a governare sulla Cina, dal 1661 al 1722.
È noto come uno dei più grandi imperatori cinesi della storia. Il suo regno di 61 anni fu il più lungo della storia cinese, anche se, essendo egli salito al trono all'età di 6 anni, il potere all'inizio venne di fatto effettuato dai suoi quattro reggenti e dalla nonna, l'imperatrice favorita Xiaozhuang.

## L'inizio del regno
Tecnicamente, l'imperatore Kangxi ereditò il trono di suo padre Shunzhi all'età di otto anni. Suo padre morì quando aveva solo ventiquattro anni e, siccome Kangxi non era in grado di governare a causa della sua giovanissima età, Sonin, Suksaha, Ebilun ed Oboi furono nominati reggenti. Sonin morì subito dopo la nomina di sua nipote Xiaocheng ad imperatrice, lasciando Suksaha in disaccordo con Oboi dal punto di vista politico. Dopo una cruenta lotta intestina per la supremazia, Oboi ottenne il potere assoluto in qualità di unico reggente. Per un po' Kangxi e la corte accettarono questa situazione, ma nel 1669 l'imperatore arrestò Oboi con l'aiuto della grande imperatrice vedova Xiaozhuang iniziando a prendere egli stesso le redini dell'impero.
Nella primavera del 1662, la reggenza aveva ordinato il Grande esodo verso la Cina del sud, per combattere l'ultima resistenza anti-Qing, iniziata da alcuni fedelissimi della dinastia Ming sotto la guida di Zheng Chenggong, per riconquistare Pechino. Ciò comportò lo spostamento dell'intera popolazione situata nelle regioni costiere della Cina meridionale, verso l'interno.
Durante il suo regno dovette affrontare tre grandi problemi:
- l'inondazione del Fiume Giallo,
- la ristrutturazione del Gran Canale,
- nel 1673 la Rivolta dei Tre Feudatari della Cina Meridionale, a cui seguì, nel 1675, la rivolta dei Mongoli Burni del Chakhar.

La Rivolta dei Tre Feudatari fu la sfida più impegnativa e pericolosa. Le forze di Wu Sangui si erano impossessate di gran parte del territorio della Cina meridionale e il loro generale aveva cercato di stringere alleanze con i generali locali. Un importante capo militare tra questi era Wang Fuchen. Kangxi, tuttavia, riunì intorno a sé tutti i suoi cortigiani per sostenerlo durante lo sforzo bellico, assoldando generali più capaci.
La rivolta venne alla fine sedata, insieme alla sommossa dei Mongoli, nell'arco di due mesi con il risultato dell'annessione dello Chakhar all'interno delle province amministrative note come Otto insegne. Dopo la resa della famiglia Zheng, la dinastia Qing nel 1684 prese possesso di Taiwan. Subito dopo le regioni costiere vennero ripopolate, e per incoraggiare la colonizzazione, venne donato un contributo in denaro a tutte le famiglie dei nuovi coloni.

## La Russia e i mongoli
Nello stesso periodo l'Imperatore dovette fronteggiare l'avanzare dei russi da nord. La Dinastia Qing e l'Impero russo si scontrarono lungo la vallata del fiume Amur, per tutto il decennio del 1650, un primo conflitto che terminò con la vittoria cinese. Tuttavia i russi tentarono nuovamente l'invasione dell'impero sfondando, nel 1680 la frontiera settentrionale. Dopo una serie di scontri e negoziati, i due imperi firmarono nel 1689 il Trattato di Nerčinsk, che prevedeva l'acquisizione ed il possesso della valle del fiume Amur alla Cina, fissando definitivamente il confine tra le due nazioni.
In quell'epoca i mongoli khalkha conservavano la loro indipendenza pagando solamente un tributo al impero Manciù. Un conflitto intestino, tra le casate Jasaghtu Khan e Tösheetü Khan, condusse a un'altra disputa tra i khalkha e i mongoli zungari; oggetto del contendere: l'influenza sul buddismo tibetano. Nel 1688 Galdan, capo degli zungari, invase e occupò la terra dei Khalkha la cui famiglia reale e il primo "Jebtsundamba Khutughtu" attraversarono il Deserto di Gobi per chiedere aiuto alla dinastia Qing,   sottomettendosi ad essa. Nel 1690, gli Zungari si scontrarono con l'impero Manciù nella battaglia di Ulaan Butun, in Mongolia, durante la quale Galdan, inflisse pesanti perdite all'armata Qing. Nel 1696, lo stesso imperatore Kangxi condusse la campagna contro gli Zungari. La sezione occidentale della armata Qing si scontrò con quella di Galdan nella battaglia di Dsuunmod
Dopo la morte di Galdan, avvenuta nel 1697, gli Zungari continuarono a minacciare la Cina invadendo nel 1717 il Tibet. Con 6.000 uomini conquistarono Lhasa in risposta alla
deposizione e conseguente sostituzione, nel 1706, del Dalai Lama con Lha-bzan Khan. Gli Zungari rimossero quindi Lha-bzan-Khan, tenendo sotto scacco la città per due anni, e nel 1718 distrussero una armata cinese. Lhasa venne riconquistata dai cinesi solo nel 1720.

## Influenza culturale
Si deve all'imperatore Kangxi il più completo dizionario di caratteri cinesi mai scritto, detto appunto Dizionario Kangxi. Inventò anche un nuovo e più pratico calendario cinese.
Era un tentativo di superare lo scoglio della nobiltà, in quanto molti studiosi si rifiutavano di servire una dinastia straniera conquistatrice. Ad ogno modo, Kangxi convinse molti studiosi a lavorare al dizionario, senza dover formalmente riconoscere di servire i Qing. In realtà gradualmente questi assunsero sempre più responsabilità, fino a diventare normali funzionari.

## Le due rimozioni del principe ereditario
Vi sono alcuni grandi misteri nella storia della dinastia Qing, tra cui quello legato alla scelta del successore di Kangxi: ancora non sappiamo chi venne designato dall'imperatore, sebbene molti abbiano indicato il nome di Yinti, il quattordicesimo principe.
L'imperatrice moglie di Kangxi, Xiaocheng diede alla luce il secondogenito Yinreng, che venne nominato a due anni principe ereditario dell'Impero Qing, che, in quel tempo, sebbene fosse una tradizione Han, assicurava stabilità nel periodo di caos nel sud. Mentre Kangxi lasciava che gli altri figli fossero educati da altri, lui stesso si curò di Yinreng, per fare di lui l'erede perfetto. Come tutore, Yinreng ebbe il noto mandarino Wang Shan, profondamente devoto al suo principe e che passò gli ultimi anni della sua vita cercando di migliorare la posizione di Yinreng a corte. Durante il lungo regno di Kangxi, però, nacquero varie fazioni: quelle favorevoli a Yinreng, quelle favorevoli al quarto principe Yinzhen, e quelle favorevoli al tredicesimo principe Yinxiang. Anche se Kangxi favorì sempre Yinreng, questi non si mostrò adatto: si diceva avesse abitudini crudeli, che facesse picchiare e uccidere i servitori, che avesse una relazione con una delle concubine di Kangxi - delitto ritenuto incestuoso e grave - e che comprasse bambini dalla regione dello Jiangsu. Inoltre chi parteggiava per Yinreng, tra cui Songgotu, aveva formato un "partito per il principe ereditario"  allo scopo di portare Yinreng al trono, non disdegnava metodi illegali.
Negli anni, l'imperatore Kangxi aveva sempre tenuto d'occhio il comportamento di Yinreng ed era informato delle sue nefandezze. I rapporti con il figlio gradualmente si deteriorarono. Molti pensavano che Yinreng avrebbe danneggiato l'impero se fosse salito al trono, ma Kangxi sapeva anche che se avesse tolto il titolo di principe ereditario ci sarebbe stata un grosso scontro a corte. Comunque nel 1707 l'imperatore emise un editto imperiale in cui deponeva Yinreng dalla carica di principe ereditario a causa di azioni "troppo imbarazzanti per essere nominate". Al figlio maggiore, Yinzhi, il Da-a-go, fu affidata la sorveglianza del fratello, detenuto nella propria casa e proprio per questa responsabilità credette che il padre lo volesse fare suo erede. Ma la sua richiesta di giustiziare il fratello fece arrabbiare il padre che gli levò ogni titolo e la possibilità di succedergli. A corte, l'ottavo principe imperiale, Yinsi, sembrava godere del maggiore supporto tra i funzionari e i membri della famiglia imperiale.
Con linguaggio diplomatico Kangxi fece tacere il dibattito sulla successione e, forse indotto dagli episodi che gli avevano mostrato l'avversione del primo principe verso Yinreng, iniziò a convincersi che la disgrazia di questo fosse stata causata da forze esterne; quindi nel terzo mese del 48º anno di regno (1709), Kangxi, con il supporto del quarto e del tredicesimo principe imperiale, ristabilì (1709) Yinreng come principe ereditario e per chiudere il dibattito disse che le malefatte erano state causate da una malattia mentale, da cui ora il principe era guarito.
Nel 1712, durante l'ultima visita di Kangxi a Sud della regione del Fiume Azzurro, Yinreng e la sua fazione di nuovo gareggiano per il potere supremo. Yinreng governava come reggente durante gli affari ordinari della corte a Pechino. Aveva deciso, con il cattivo consiglio di molti suoi amici, di permettere un tentativo di costringere il'imperatore ad abdicare una volta tornato a Pechino. A Kangxi però era stato riferito del pericolo e poté sventare quella specie di "golpe". Quando Kangxi ritornò a Pechino nel dicembre 1712, infuriato, rimosse di nuovo il Principe Ereditario, facendo condannare Yinreng agli arresti nel suo palazzo.
Era chiaro che Kangxi non avrebbe più dato la carica di principe ereditario a uno dei suoi figli e disse che avrebbe sigillato il nome del suo erede al trono in uno scrigno posto nel palazzo Qianqing, in modo da poter essere aperto solo dopo la sua morte. Le sue intenzioni non sono ancora state scoperte.

## Disputa per la successione
Dopo l'ultimo episodio, Kangxi fece un "repulisti" alla sua corte: il 13º principe imperiale, Yinxiang, fu messo agli arresti domiciliari per complicità con Yinreng. Anche a Yinsi fu tolto ogni titolo, che solo dopo alcuni anni recuperò. Il 14º principe imperiale, Yinti, che molti sostengono fosse l'erede designato, fu nominato "Generale per la pacificazione del confine" e per domare i ribelli rimase lontano da Pechino durante il dibattito per la successione. Yinsi, insieme al 9º e 10º principe, aveva promesso il suo supporto a Yinti. Yinzhen non si pensa sia da considerare tra i pretendenti al trono.
Documenti ufficiali registrano che nella sera del 20 dicembre, 1722, Kangxi convocò al suo capezzale di Pechino sette Principi Imperiali (tra quelli non condannati) : erano il 3°, il 4°, l'8°, il 9°, il 10°, il 16°, il 17°. Dopo la sua morte, Longkodo annunciò la volontà di Kangxi di passare il trono al 4º principe, Yinzhen. Yinti, che si trovava a Xinjiang per la guerra, fu convocato a Pechino. Arrivò il giorno dopo la morte di Kangxi. Nel frattempo Yinzhen aveva dichiarato che l'imperatore lo aveva nominato erede. La disputa sulla successione però continuò dato che non era chiaro se Kangxi volesse il 4° o il 14º principe.
L'imperatore fu sepolto alle tombe orientali nella contea di Zunhua, provincia di Hebei.

## Famiglia
- Nonna: Xiaozhuang, imperatrice vedova favorita e reggente per il nipote Kangxi.
- Padre: Shunzhi, 2º imperatore della dinastia qing
- Madre: concubina del clan Tunggiya (1640-1663). La sua famiglia aveva origini Jurchi ma viveva in Cina da generazioni. Aveva il cognome cinese Tong (佟) ma passò a quello manciù di Tunggiya. Diventò l'"imperatrice vedova Cihe" (慈和皇太后 Ci He Huangtaihou) nel 1661 quando Kangxi divenne imperatore. Fu anche conosciuta, dopo la morte, con il nome Xiaokang Zhang (cinese: 孝康章皇后; manchu: Hiyoošungga Nesuken Eldembuhe Hūwanghu).
- Consorti:

1. Imperatrice Xiao Cheng (m. 1674) del clan Heseri, sposata nel 1665
2. Imperatrice Xiao Zhao (manciù: Hiyoošungga Genggiyen Gosin Hūwanghu)
3. Imperatrice Xiao Yi (manciù: Hiyoošungga Fujurangga Gosin Hūwanghu)
4. Imperatrice Xiaogong Ren (Cinese: 孝恭皇后; manciù: Hiyoošungga Gungnecuke Gosin Hūwanghu) del clan Uya.

- Figli:
  - 36 maschi: 20 sopravvissero, tra cui
    - Yinzhi (胤禔), primo figlio. Nato da Hui Fei
    - Yinreng (1674-1725), 2° figlio. All'inizio erede e poi degradato. Unico sopravvissuto tra i nati dall'imperatrice Xiao Cheng
    - Yinzhi (胤祉), 3° figlio
    - Yinzhen (胤禛), in seguito imperatore Yongzheng (1678-1735), 4° figlio. Nato dalla imperatrice Xiaogong Ren, (cinese: 孝恭仁皇后)
    - Yinsi, il principe Lian (1681-?), 8° figlio. Figlio della concubina Liang Fei della famiglia Wei;
    - Yinxiang, il principe Yi (1686-1730), 13° figlio. Figlio della concubina Min-Fei del clan Janggiya;
    - Yinti, il principe Xun (1688-1767), 14° figlio. Nato dalla imperatrice Xiaogong Ren, (cinese: 孝恭仁皇后)

  - 20 femmine: 8 sopravvissero

## Nella cultura di massa

### Libri
- Qi jian xia tianshan (七劍下天山T, Qī jiàn xià tiānshānP), romanzo del 1956-57 di Liang Yusheng
- Ludingji (鹿鼎記T, LùdǐngjìP), romanzo del 1969 di Louis Cha
- Kangxi dadi (康熙大帝T, Kāngxī dàdìP), romanzo del 1988 di Er Yuehe
- Bubujingxin (步步驚心T, Bù bù jīng xīnP), romanzo del 2005 di Tong Hua
- Il regno dell'oro, romanzo del 2011 di Clive Cussler.

### Film e serie televisive
- Ludingji (鹿鼎記T, Lùdǐngjì)P, serie televisiva di Hong Kong del 1984, tratta dal libro di Louis Cha, in cui è interpretato da Andy Lau
- Kangxi wangchao (康熙王朝T, Kāngxī wángcháoP), serie televisiva cinese del 2001, tratta dal libro Kangxi dadi di Er Yuehe, in cui è interpretato da Chen Daoming
- Kangxi mishi (康熙秘史T, Kāngxī mìshǐP), serie televisiva cinese del 2006, in cui è interpretato da Xia Yu
- Kangxi weifu sifang ji (康熙微服私訪記T, Kāngxī wéifú sīfǎng jìP), serie televisiva cinese andata in onda dal 1997 al 2002, in cinque stagioni, in cui è interpretato da Zhang Guoli
- Zi jin jinglei (紫禁驚雷T, Zǐ jìn jīngléiP), serie televisiva di Hong Kong del 2011, in cui è interpretato da Power Chan
- Gong (宫T, GōngP), serie televisiva cinese del 2011, in cui è interpretato da Kent Tong
- Bubujingxin (步步惊心T, Bù bù jīng xīnP), serie televisiva cinese del 2011, tratta dal libro di Tong Hua, in cui è interpretato da Damian Lau
- Meng hui Ludingji (梦回鹿鼎记T, Mèng huí lùdǐngjìP), film del 2011, in cui è interpretato da Nicky Wu

### Videogiochi
- Age of Empires III: The Asian Dynasties, videogioco del 2007